# Mlýn Lhota (Barnov)
Mlýn Lhota (německy Schnecken Mühle nebo Losertmühle) se nachází na pravém břehu řeky Odry, severo-severozápadně od soutoku Odry a Něčínského potoka ve vojenském újezdu Libavá v okrese Olomouc v Olomouckém kraji. Vodní mlýn a vodní pila patřily k zaniklé německé vesnici Barnov. Na místě lze nalézt zbytky náhonu a ruiny základů budov. Mlýn se nachází na místě zaniklé vesnice Lhota, která zanikla za česko-uherských válek. Protože se místo nachází ve vojenském prostoru, tak je veřejnosti bez povolení nepřístupné.

## Další informace
Mlýn zde snad byl již od 14. století. První písemná zmínka o mlýnu pochází z roku 1622 v urbářích spálovského panství. Mlýn a pila na vrchní vodu se nacházely na bývalém čísle popisném 50. Příjmení mlynářů Fritz, Berger, Lang, Till, Scholz, John, Jaschke, Schmittke, Losert, Kipplinger a poslední majitelkou byla Marie Kipplinger rozená Losert. V roce 1946, byla rodina Losertova vysídlena z Československa do Sulzbachu nad Mohanem.
Dále proti proudu řeky Odry se nachází přehrada Barnovská a u ní je další zaniklý Barnovský mlýn.

## Galerie

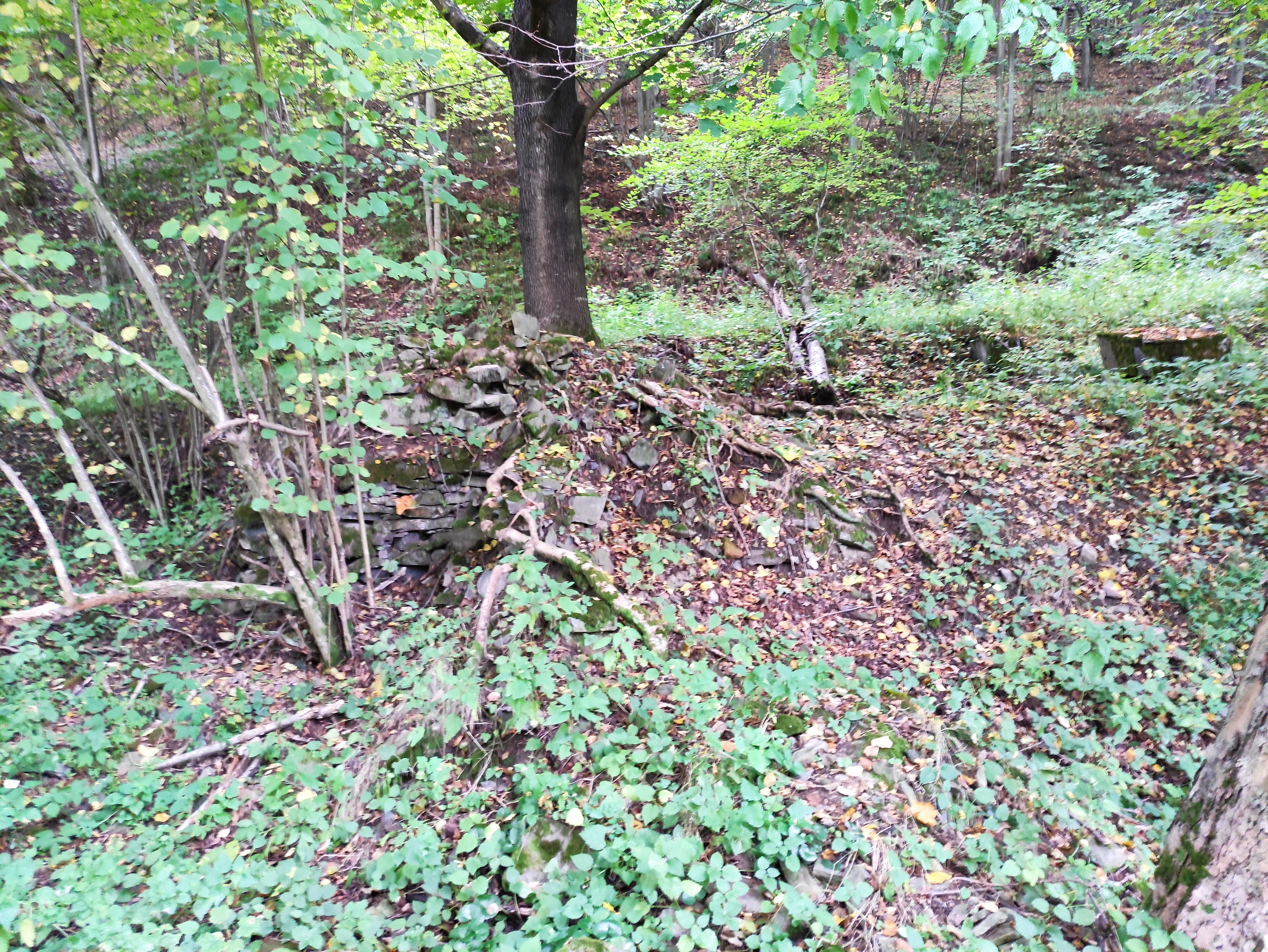
ruiny základů mlýna Lhota